# Journal für Deutschland
Das Journal für Deutschland war ein Magazin im Illustriertenstil, das vom Presse- und Informationsamt der Bundesregierung kostenfrei in hoher Auflage herausgegeben wurde.
Die Herausgabe wurde im Jahr 1998 eingestellt, da es als „zu werblich und zu wenig sachorientiert“ betrachtet wurde.